# Maria Grazia Nazzari
Maria Grazia Nazzari (Roma, 2 gennaio 1969) è un'attrice, conduttrice televisiva, regista e autrice italiana.
Esordisce al cinema nel film Oci Ciornie e porta avanti la sua carriera alternando ruoli tra cinema, fiction televisive e teatro. Ha preso parte a film in lingua originale inglese. 
Ha condotto programmi e rubriche televisive per Rai 1, Rai 2 e Canale 5. Dal 2020 è tra i giudici nel programma All Together Now.

## Biografia
Dopo aver condotto studi di natura giuridica, si laurea in Arti e Scienze dello Spettacolo presso l'Università La Sapienza di Roma. Successivamente frequenta corsi di recitazione e regia presso l'Actors Studio di New York. Tornata in Italia frequenta laboratori teatrali con Gigi Proietti, Cristiano Censi e Isabella del Bianco. Frequenta inoltre seminari di tecnica di recitazione e regia con Nikita Sergeevič Michalkov. Ha studiato canto classico, canto moderno e chitarra moderna.
Giovanissima, viene scelta dallo stesso Nikita Sergeevič Michalkov ed esordisce al cinema in Oci Ciornie, dove interpreta un ruolo maschile; lo stesso anno prende parte a I miei primi 40 anni di Carlo Vanzina e un anno più tardi a Stradivari di Giacomo Battiato (dove recita in inglese). Nel 1989 è protagonista a fianco di Edmund Purdom nel film Diritto di vivere diretto da Stefano Arquilla, dove interpreta il ruolo del commissario Matecari. Nel 1991 ottiene un altro ruolo da protagonista, Astra Nascente, nel film L'aria in testa di Emanuela Piovano, e qualche anno più tardi, nel 1995, in La caccia, il cacciatore, la preda di Andrea Marzari. Tra la fine degli anni '80 e la prima metà degli anni '90 prende parte ad altri due film in lingua originale inglese,- oltre al sopracitato Stradivari: Favola crudele di Roberto Leoni (1993) e Il burattinaio di Ninì Grassia (1994) nel ruolo di Katherine Rourke. Nel 1996 ha preso parte al film di Dario Argento La sindrome di Stendhal interpretando un piccolo ruolo.
Nel 2003 ha preso parte al film Caterina va in città di Paolo Virzì, e nel 2008 torna a collaborare con il regista nel film Tutta la vita davanti, dove interpreta il ruolo della moglie di Claudio. 
Attiva da sempre anche in teatro, tra il 2006 e il 2007 porta in scena come co-produttrice, scrittrice -insieme a Luca Biglione- e interprete nel ruolo di Carla, Sex in the city, uno spettacolo teatrale ispirato proprio alla serie televisiva statunitense Sex and the city, che ha ottenuto consensi dal pubblico in vari teatri italiani.
Nel 2022 ha preso parte al film Weekend per due (con delitto)  per la regia di Brando Improta.

### Televisione
Contemporaneamente a quella cinematografica, la sua attività spazia anche nella televisione: dal 1989 e negli anni successivi prende parte a numerose soap opera e fiction televisive italiane, interpretando piccoli ruoli, oppure come protagonista di puntata- fra gli altri: Quattro storie di donne di Dino Risi (nell'episodio intitolato Carla), S.P.Q.R. di Claudio Risi, Vivere dove interpreta il ruolo di Marina D'Angelo, Carabinieri, Don Matteo, Il capitano e Che Dio ci aiuti. 
Dal 2020 è tra i 100 giudici del programma in onda su Canale 5 All together now.

### Conduttrice
Ha lavorato all'interno di vari programmi e rubriche degli stessi come conduttrice ad esempio Uno mattina estate (2005, Rai1), Bar dello sport (2006-2007, Rai2), Più sani e più belli (Rai1), Pole Position (Rai1) e Fiesta (Rai1) come co-conduttrice.

### Altre attività
È produttrice artistica per Cydia S.r.l.
Dopo aver diretto un documentario dal titolo I torrioni di Ronciglione, nel 2018 dirige come regista il cortometraggio Più data che promessa.

## Filmografia

### Cinema
- Oci Ciornie regia Nikita Sergeevič Michalkov (1987)
- I miei primi 40 anni regia Carlo Vazina (1987)
- Stradivari regia Giacomo Battiato (1988)
- Diritto di vivere regia Stefano Arquilla (1989)
- Vacanze di Natale '90 regia Enrico Oldoini (1990)
- Rossini, Rossini regia Mario Monicelli (1991)
- Madre padrona regia Stefano Pomilia (1991)
- L'aria in testa regia Emanuela Piovano (1991)
- Ordinaria sopravvivenza regia Giovanni Leacche (1992)
- Favola crudele regia Roberto Leoni (1993)
- Il burattinaio regia Ninì Grassia (1994)
- La Caccia, il cacciatore, la preda regia Andrea Marzari (1995)
- Al centro dell'area di rigore regia Bruno Garbuglia (1996)[16]
- La sindrome di Stendhal  regia Dario Argento (1996)
- Gialloparma regia Alberto Bevilacqua (1999)
- Caterina va in città regia Paolo Virzì (2003)
- Tutta la vita davanti regia Paolo Virzì (2008)
- Weekend per due (con delitto)  regia Brando Improta (2022)

### Televisione
- Senza scampo regia Paolo Poeti (1989)
- Carla (secondo episodio della miniserie TV Quattro storie di donne) regia Dino Risi (1989)
- Classe di ferro regia Bruno Corbucci (1989)
- Scoop regia José María Sánchez (1992)
- Belle da morire regia Riccardo Sensani (1992)
- L'aquila della notte regia Cinzia TH Torrini (1994)
- Positano regia Vittorio Sindoni (1996)
- In nome della famiglia regia Vincenzo Verdecchi (1997)
- Un prete tra noi regia Giorgio Capitani (1997)
- S.P.Q.R. regia Claudio Risi (1998)
- Il maresciallo Rocca 2 regia Giorgio Capitani (1998)
- Linda e il brigadiere regia Gianfrancesco Lazotti e Alberto Simone (1998)
- Indagine al microscopio (1999)
- Vivere regia Daniele Carnacina e Massimo Del Frate (2000-2003)
- Una donna per amico 3 regia Alberto Manni e Marcantonio Graffeo (2001)
- Carabinieri (2002)
- Don Matteo (2002)
- Un caso di coscienza regia Luigi Perelli (2003)
- Affari di famiglia (serie televisiva) (terza puntata) regia Chris Guidotti e Marco Maccaferri (2005)
- Il Capitano (sesta puntata) regia Vittorio Sindoni (2005)
- Che Dio ci aiuti regia Francesco Vicario (2013)

### Regia
- Più data che promessa – cortometraggio (2018)[15]

## Programmi TV
- Apri il cuore autrice e conduttrice
- Più sani e più belli (Rai1)
- Complotto di famiglia (Canale 5)
- Pole Position co-conduttrice (Rai1)
- Fiesta (Rai1) co-conduttrice
- Uno mattina estate (2005, Rai1) conduttrice
- Bar dello sport (2006-2007, Rai2) conduttrice
- All Together Now regia Roberto Cenci (2020-2021, Canale 5) giurata